# Paweł Ławrynowicz
Paweł Ławrynowicz (ur. 6 kwietnia 1976 w Lęborku) – polski aktor filmowy, telewizyjny i teatralny, a także fotograf.

## Życiorys

### Wczesne lata
Urodził się w Lęborku, ale wychowywał w Krakowie.
W 1999 ukończył studia w Akademii Teatralnej im. Aleksandra Zelwerowicza w Warszawie.

### Kariera
W latach 1997–1999 występował w spektaklach Teatru Telewizji: Mroczne zaułki na kępie Kimballa, Wielki mag, Ksiądz Marek, Blues. 29 października 1999 zadebiutował na deskach Teatru Polskiego w Poznaniu w roli Sebastiana w Wieczorze Trzech Króli Williama Shakespeare’a w reżyserii Waldemara Matuszewskiego.
W 1998 zadebiutował na dużym ekranie w filmie Amok w reżyserii Natalii Korynckiej-Gruz. W 2000 zagrał Roberta, kochanka Filipa (Jan Frycz), w filmie Egoiści w reżyserii Mariusza Trelińskiego.
W 2000 zagrał w ostatnim sezonie serialu Dom. W 2002 wcielił się w Igora Szpunara, kluczową postać w serialu tv Polsat Samo życie. W następnych latach pojawiał się w epizodycznych i gościnnych rolach w wielu serialach, m.in.: Kryminalni, Czas honoru, Usta usta, Na dobre i na złe, Hotel 52, Prawo Agaty, Komisarz Alex, Ojciec Mateusz, Wojenne dziewczyny, Belle Epoque. W latach 2011–2013 grał w stałej obsadzie serialu TVP2 Barwy szczęścia. W 2012 wcielił się w postać podporucznika Marka Ziętasa w serialu Canal + Misja Afganistan. Od 2021 gra w serialach Polsatu: Konrada Niewiarowskiego, szefa Zuzy w Przyjaciółkach oraz komisarza Krzysztofa Dębskiego w Komisarz Mama.
Hobbystycznie zajmuje się fotografią.
Jesienią 2017 stacja TVN wyemitowała drugą edycję programu Azja Express z udziałem Ławrynowicza. Jego kompanem został aktor Antoni Pawlicki, z którym wygrał program.

## Filmografia
- 1997: Wielki Mag (spektakl telewizyjny) – Mądral
- 1997: Mroczne zaułki na kępie kimballa (spektakl telewizyjny) – chłopak
- 1997: Ksiądz Marek (spektakl telewizyjny) – lektor
- 1998: Amok – makler
- 1999: Skok – ulotkarz
- 1999: Blues (spektakl telewizyjny) – Bronx
- 2000: Egoiści (film)' – Robert, kochanek Filipa
- 2000: Dom – kolega Kajtka Talara (odc. 21-22)
- 2001: Przeprowadzki – gestapowiec (odc. 10)
- 2002: Suplement – facet
- 2002–2003: Samo życie – Igor Szpunar
- 2004: Bliżej natury (etiuda szkolna) – grzybiarz
- 2005: Kryminalni – Grzesiek (odc. 20)
- 2007: Mamuśki – klient (odc. 11)
- 2008: Czas honoru – kupiec na targowisku (odc. 1)
- 2009: Teraz albo nigdy! – Jacek, wspólnik Tomka (odc. 39)
- 2010: Chichot losu – Tomek, wiceprezes firmy Santarelli (odc. 1-2, 6, 8-10, 12)
- 2011: Usta usta – Max, były chłopak Julii (odc. 29)
- 2011: Unia serc Jacek Nejman
- 2011: Na dobre i na złe – Igor Nowik, mąż Dagny (odc. 453)
- 2011: Hotel 52 – Hubert Ignaciuk, mąż Wery (odc. 45)
- 2011: Czas honoru – Rottenfuhrer (odc. 41-42, 46)
- 2011–2013: Barwy szczęścia – Policjant Tomek
- 2012: Misja Afganistan – podporucznik Marek Ziętas, oficer TOC (odc. 2-4, 7-11)
- 2013: Prawo Agaty – Mateusz Sitarski (odc. 42)
- 2014: Komisarz Alex – Andrzej Bogucki (odc. 66)
- 2015: Strażacy – lekarz Artur (odc. 5)
- 2016: Ojciec Mateusz – dziennikarz Edmund Leming (odc. 200)
- 2017: Wojenne dziewczyny – kapitan Knyst (odc. 7-8)
- 2017: Niania w wielkim mieście – Marcin, prywatny detektyw oraz kuracjusz sanatorium (odc. 9-10, 12)
- 2017: Komisarz Alex – Dominik Szubert (odc. 130)
- 2017: Belle Epoque – Lucjan Morawski, brat Konstancji (odc. 1)
- 2018: W rytmie serca – Artur, mąż Wioletty (odc. 35)
- 2018: Druga szansa – adwokat Marty (odc. 3, 6 sezon 5)
- 2019: Na wspólnej – Mariusz Słupek (odc. 2900, 2902, 2908-2909)
- 2019–2020: Zawsze warto – Łukasz Zima, mąż Doroty
- 2019: Ślad – doktor Maciej Płocki (odc. 69)
- 2019: Komisarz Alex – Grzegorz Brzeszczot (odc. 150)
- 2019: Pierwsza miłość – Rozłucki, człowiek gangstera Wodnika
- 2019: Jak poślubić milionera – Seba, znajomy Alicji
- 2020: Korona królów – Mikołaj z Wenecji
- 2020: O mnie się nie martw – Adrian (odc. 151)
- 2020: Królestwo kobiet – lekarz pogotowia (odc. 1, 2)
- 2021: Osaczony – Czarek Łęcki (odc. 4 i 5)
- 2021: Mecenas Porada – Damian Drążek (odc. 1)
- 2021: Cień – Ołbaś (odc. 4)
- 2021–2022: Przyjaciółki – Konrad Niewiarowski, szef Zuzy
- 2021–2022: Komisarz Mama – komisarz Krzysztof Dębski
- 2023: Ojciec Mateusz – Bogdan Dobosz (odc. 371)
- 2025: Zatoka szpiegów - Komandor Walter Bergman
- 2025: Królowie - Jan Bażyński

## Programy telewizyjne
- 2017: Azja Express – uczestnik 2. edycji; wygrał finał w parze z Antonim Pawlickim